# Crique Jute (Fluss)
Der Crique Jute (Riachuelo Jute) ist ein kleiner Fluss im Toledo District in Belize.

## Verlauf
Der Crique Jute entspringt in südlichen Ausläufern der Maya Mountains im Columbia River Forest Reserve und fließt nach Osten. Bei Crique Jute mündet er in den Columbia Branch, einen Zufluss des Rio Grande.